# Challenge des champions 1961
Navigation
Nantes 1960 Limoges 1962
Le Challenge des champions 1961 est la septième édition du Challenge des champions, épreuve qui oppose le champion de France au vainqueur de la Coupe de France. Disputée le 22 août 1961 au Stade Vélodrome à Marseille en France devant 2 000 spectateurs, la rencontre est remportée par l'AS Monaco FC contre l'UA Sedan-Torcy sur le score de 1-1, 0-0 à la mi-temps, et tirage au sort. L'arbitre de la rencontre est M. Joseph Barbéran.

## Participants
La rencontre oppose l'AS Monaco à l'UA Sedan-Torcy. Les Monégasques se qualifient au titre de leur victoire en Championnat de France de football 1960-1961 et les Sedanais se qualifient pour le Challenge des champions grâce à leur victoire en Coupe de France de football 1960-1961. 

## Rencontre
Oscar Cobas ouvre le score 1-0 pour Monaco à la 75e minute de jeu, puis Faustinho égalise à 1-1 à la 81e minute. Le score reste de parité après prolongations et Monaco remporte le trophée au tirage au sort.

## Feuille de match
| 22 août 1961 | AS Monaco FC | 1 - 1   | UA Sedan-Torcy | Stade Vélodrome, Marseille                      |                                                 |
|              | Cobas 75e    | (0 - 0) | 81e Faustinho  | Spectateurs : 2 000 Arbitrage : Joseph Barbéran | Spectateurs : 2 000 Arbitrage : Joseph Barbéran |

| Monaco | Sedan-Torcy |

|              | Gardien de but  | Jean-Claude Hernandez |     |
|              | D               | Armand Forcherio      |     |
|              | D               | Raymond Kaelbel       |     |
|              | D               | Georges Thomas        |     |
|              | D               | Marcel Artélésa       |     |
|              | M               | Henri Biancheri       |     |
|              | M               | Théodore Szkudlapski  |     |
|              | A               | Karimou Djibrill      | 46e |
|              | A               | Oscar Cobas           |     |
|              | A               | Lucien Cossou         |     |
|              | A               | Danilo Dibot          |     |
| Remplaçant : |                 |                       |     |
|              | A               | Yvon Douis            | 46e |
| Entraîneur : |                 |                       |     |
|              | Lucien Jasseron |                       |     |

|              | Gardien de but | Alexandre Roszak  |
|              | D              | Zacharie Noah     |
|              | D              | Louis Lemasson    |
|              | D              | Maryan Synakowski |
|              | D              | Pierre Michelin   |
|              | M              | Faustinho         |
|              | M              | Guy Hatchi        |
|              | A              | Claude Brény      |
|              | A              | Yannick Lebert    |
|              | A              | Marcel Mouchel    |
|              | A              | Jean-Louis Lion   |
| Entraîneur : |                |                   |
|              | Lucien Leduc   |                   |